# بروغوانيل
بروغوانيل (بالإنجليزية: Proguanil)‏ المَعروف أيضاً باسم الكلورغوانيد والكلوروغوانيد هُوَ دَواء يُستخدم لِعلاج الملاريا ومَنعِها. وغالباً ما يُستخدم جَنباً إلى جَنب مَع الكلوروكوين أوأتوفاكوين. عِند استخدامِه مَع الكلوروكوين فِإنه يُنتج مُرَكب لِعلاج ومُقاوَمة الملاريا. يؤخذ عن طريق الفم.
تَشمل الآثار الجانبية لاستخدامه الإسهال والإمساك والطفح الجلدي وفقدان الشعر والحكة، ولأن الملاريا تَميل إلى أن تَكون أكثَر شدة في الحمل، فإن الفائدة عادَةً تَفوق الخطر. وإذا استخدم أثناءَ الحمل فإنه يَنبغي أن تُؤخذ مَع حمض الفوليك. ومِن المُحتمل أن تَكون آمنة للاستخدام أثناء الرضاعة الطبيعية. ينتقل البروغوانيل بواسطة الكبد إلى المُستقبِل النَّشِط سيكلوغوانيل.
تَمت دِراسة البروغوانيل عَلى الأقل مُنذ عام 1945. وهُوَ مُدرج في قائمة منظمة الصحة العالمية للأدوية الأساسية، وهيَ الأدوية الأكثر فَعالية وأماناً في نظام الرعاية الصحية. حيث تبلغ تَكلُفة الجُملَة في الدول النامية حوالي 0.10 إلى 0.50 دولار يومياً. أما في الولايات المتحدة وكندا فَهو مُتاح فقط على شَكل مُركب مِن أتوفاكون/بروغوانيل .

## الاستِخدامات الطبيَّة
يُستَخدم البروغوانيل لِلوقاية والعِلاج من الملاريا لَدى البالِغين والأطفال، لاسيما في المَناطق التي تَم الإبلاغ فيها عَن الملاريا التي تُقاوم الكلوروكوين المتصورة المنجلية. وعادةً ما يُؤخذ في شَكل مركب مع الأتوفاكوين كَدواء آخر مُضاد للملاريا.
كما أنه فعال في مُعالجة مُعظم أشكال المقاومة الأخرى للأدوية المُتَعددة مِن فِئة فالسيباروم، ومُعدل النَّجاح فيها يَتجاوز 93%.

## الآثار الجانِبِيّة
البروغوانيل علاج جَيد بِشكل عام ومُعظم الناس لا يُعانون مِن آثارٍ جانِبية. ومَع ذلك، تَشمل الآثار الجانبية الشائعة آلام في البطن، والغثيان، والصداع، والحمى. أخذ بروغوانيل مَع الطعام قَد يُقلل مِن هذه الآثار الجانبية. ولا يَنبغي أن يُؤخذ بروغوانيل مِن قبل الأشخاص الذين يُعانون من القصور الكلوي الحاد، والنساء الحَوامل، أو النساء اللواتي يُرضعن الأطفال الأقل من 5 (عدد) كجم. كما أنه كانت هُناك العَديد مِنَ التّقارير عَن زِيادة مُستويات أنزيمات الكبد، والتي قَد تَبقى عالِية لِمُدة تَصل إلى 4 (عدد) أسابيع بَعد الانتهاء من العلاج.

## الآلية
عِندما يُستخدم وَحده فإن وظائف البروغوانيل تَكون كدواء أولي. مُستقلبه النَّشط سيكلوغوانيل، وهُوَ مُثَبِّط اختزال ثنائي هيدرو الفولات واختصاره (DHFR).
 عَلى الرُّغم مِن أن كل من الثدييات والطفيليات تُنتِج (DHFR)، إلا أن نَشاط مُثبطات السيكلوغوانيل بإختزال ثنائي هيدرو الفولات خاص بالطفيليات . هذا الإنزيم هُو عُنصر حاسِم في دَورة حمض الفوليك. حَيثُ يَمنع تَثبيط اختزال ثنائي هيدرو الفولات الطفيلي مِن إعادة تَدوير ثُنائي هيدرو فوليكولين إلى رباعي هيدروفولات (THF)، المَطلوب لِتأليف الحمض النووي، وتأليف الأحماض الأمينية، والميثيل. وبالتالي، تَثبيط (DHFR) ويوقف هذه العمليات.
يعرض البروغوانيل التآزر عِندَ استخدامه في مُركب مَع أتوفاكون المُضاد للملاريا. هذه الآلية مِنَ العَمَل تَختلف عَن استخدام البروغوانيل كَعامل مُفرد. في هذه الحالة، لا يُعتقد أنه يَعمل كَمُثَبط (DHFR). وقد أظهرت إضافة البروغوانيل الحد من مقاومة الأتوفاكون وزيادة قدرة الأتوفاكون لتحريك السلسلة الخلوية المتتالية. ويشار إلى هذا عادة باسم «انهيار إمكانات غشاء الميتوكوندريا». حيث أن البروغوانيل يُقلّل مِن التركيز الفعال للأتوفاكون اللازم لِزيادة نَفاذية غِشاء الميتوكوندريا.